# Fancy Lala
Mahō no Stage Fancy Lala (魔法のステージ・ファンシーララ, Mahō no Sutēji Fanshī Rara) lit. ''Estágio Mágico da Chique-Lala'' é uma série anime do género menina mágica de vinte e seis episódios, produzida pelo Studio Pierrot e transmitida originalmente de 4 de abril a 27 de setembro de 1998. Em Portugal, esta série foi transmitida pelo Canal Panda sob o título de Fancy Lala durante o ano 2003, saindo do ar em finais de 2004.

## Episódios
1. みほ、華麗なる変身! / Miho, Kareinaru Henshin! / A incrível transformação de Miho! (5 de abril de 1998)
2. ララの原宿デビュー! / Lala no Harajuku Debut! / A estreia de Lala em Harajuku! (12 de abril de 1998)
3. どきどきテレビ出演! / Doki Doki Terebi Shutuen! / Uma emocionante aparição na televisão! (19 de abril de 1998)
4. ダブルデートの日曜日 / Double Date no Nichiyoubi / Um duplo encontro num domingo (26 de abril de 1998)
5. みほとララの多忙な一日 / Miho to Lala no Tabou na Ichinichi / Um dia muito aterefado para Miho e Lala (3 de maio de 1998)
6. ララはライバル? / Lala ha Rival? / A Lala tem uma rival? (10 de maio de 1998)
7. 恐怖のもっこ当番 / Kyoufu no Mokko Touban / Tomar conta da terrível Mokko (17 de maio de 1998)
8. チビ猫リルと魔法のひみつ / Chibi Neko Riru to Mahou no Himitsu / A gatinha Riru e o segredo da sua magia (24 de maio de 1998)
9. 歌手になんてなれない! / Kashu ni Nante Narenai! / Não me consigo transformar em cantora! (31 de maio de 1998)
10. すったもんだのキャンペーン / Suttamonda no Campaign / Uma campanha problemática  (7 de junho de 1998)
11. 華麗なるピンチヒッター / Kareinaru Pinch Hitter / A bela e desastrada lançadora (14 de junho de 1998)
12. あなたはだあれ? / Anata ha Daare? / Quem és tu? (21 de junho de 1998)
13. ララとひろやのスキャンダル / Lala to Hiroya no Scandal / O escândalo de Lala e Hiroya (28 de junho de 1998)
14. おもちゃの国のみほ / Omocha no Kuni no Miho / Miho no país dos brinquedos (5 de julho de 1998)
15. その夢は終わらない / Sono Yume ha Owaranai / Este sonho nunca mais vai acabar (12 de julho de 1998)
16. みほの最初の一人旅 / Miho no Saisho no Hitoritabi / A primeira viagem de Miho sozinha (19 de julho de 1998)
17. カッパが出てきた日 / Kappa ga Detekita Hi / O dia em que apareceu o Kappa (26 de julho de 1998)
18. ララは恋のキューピッド / Lala ha Koi no Cupid / A Lala faz de cupido (2 de agosto de 1998)
19. お姉ちゃんの忘れ物 / Oneechan no Wasuremono / Do que a minha irmã se esqueceu (9 de agosto de 1998)
20. お母さんと一緒!? / Okaasan to Issho!? / Trabalhar com a mãe!? (16 de agosto de 1998)
21. 朝霞先生の恋人? / Asaka-sensei no Koibito? / O senhor asaka tem namorada?  (23 de agosto de 1998)
22. スクープ!ララの正体  / Scoop! Lala no Shoutai / A verdadeira identidade de Lala (30 de agosto de 1998)
23. お姉ちゃんのボーイフレンド / Oneechan no Boy Friend / O namorado da minha irmã (6 de setembro de 1998)
24. ララのファーストコンサート  / Lala no First Concert / O primeiro concerto da Lala (13 de setembro de 1998)
25. 消えてしまったララ / Kiete Shimatta Lala / A Lala desapareceu (20 de setembro de 1998)
26. みんな大好き! / Minna Daisuki! / Adoro-vos! (27 de setembro de 1998)